# توماس مارشال (سياسي أمريكي)
توماس مارشال (بالإنجليزية: Thomas Marshall)‏ هو سياسي أمريكي، ولد في 2 أبريل 1730، وتوفي في 22 يونيو 1802.